# Liste der Monuments historiques in Éguilly-sous-Bois
Die Liste der Monuments historiques in Éguilly-sous-Bois führt die Monuments historiques in der französischen Gemeinde Éguilly-sous-Bois auf.

## Liste der Objekte
| Bezeichnung          | Beschreibung                               | Standort                       | Kennzeichnung | Schutzstatus | Datum | Bild |
| -------------------- | ------------------------------------------ | ------------------------------ | ------------- | ------------ | ----- | ---- |
| Skulptur Gnadenstuhl | Kalkstein, farbig gefasst, 16. Jahrhundert | in der Kirche St-Martin (Lage) | PM10000741    | Classé       | 1977  |      |